# Florian Marange
Florian Marange (Talence, Francia, 3 de marzo de 1986) es un futbolista francés retirado. Jugaba de defensa.

## Biografía
Florian Marange, que actuaba de defensa por la banda izquierda, siempre había estado ligado al Girondins de Burdeos. Empezó en las categorías inferiores. En 2005 pasó a formar parte de la primera plantilla del club. Debutó en la Ligue 1 el 26 de enero en el partido Girondins 1-0 FC Metz
En la temporada siguiente se proclamó campeón de la Copa de la Liga, al imponerse en la final al Olympique de Lyon por un gol a cero. En 2008 su equipo quedó subcampeón de la Ligue 1 y, en verano, se alzó con la Supercopa de Francia.
El 16 de agosto de 2013 fichó por el Crystal Palace inglés. Debutó con el club el 27 de agosto en la derrota por 2-1 ante el Bristol City, en la segunda ronda de la Copa de la Liga. Sin embargo no se ganó la titularidad del primer equipo, ya que el entrenador Ian Holloway lo describió como "lento". Se fue del Palace en octubre.
En enero de 2014 fichó por el FC Sochaux-Montbéliard de la Ligue 1.
Seis meses después fichó por dos años con el SC Bastia.
Se retiró como jugador al término de la temporada 2016-17.

## Selección nacional
No debutó con la selección absoluta, aunque sí jugó con las categorías inferiores.
En 2005 ganó el Campeonato Europeo de la UEFA Sub-19 y al año siguiente se proclamó campeón del Torneo Esperanzas de Toulon con la selección sub-23.

## Clubes
| Club                    | País       | Año       |
| ----------------------- | ---------- | --------- |
| FC Girondins de Burdeos | Francia    | 2004-2013 |
| Le Havre AC (Préstamo)  | Francia    | 2009      |
| AS Nancy (Préstamo)     | Francia    | 2009-2010 |
| Crystal Palace          | Inglaterra | 2013      |
| FC Sochaux              | Francia    | 2014      |
| SC Bastia               | Francia    | 2014-2017 |

## Títulos
- 1 Campeonato Europeo de la UEFA Sub-19 (Selección francesa sub-19, 2005)
- 1 Torneo Esperanzas de Toulon (Selección francesa sub-23, 2006)
- 1 Copa de la Liga de Francia (Girondins de Burdeos, 2007)
- 1 Supercopa de Francia (Girondins de Burdeos, 2008)